# دهستان سبزدشت (کبودرآهنگ)
دهستان سبزدشت (کبودرآهنگ) نام دهستانی در بخش مرکزی شهرستان کبودرآهنگ، استان همدان در ایران است. براساس سرشماری مرکز آمار ایران در سال ۱۳۸۵، جمعیت آن ۹۹۸۷ نفر (۲۳۳۵ خانوار) بوده‌است.